# DNK ligaza (NAD+)
DNK ligaza (NAD+) (EC 6.5.1.2, polidezoksiribonukleotidna sintaza (NAD+), polinukleotidna ligaza (NAD+), enyim DNK popravke, polinukleotidna sintetaza (nikotinamid adenin dinukleotid), enzim dezoksiribonukleinskog spajanja, dezoksiribonukleinska ligaza, enzim dezoksiribonukleinske popravke, DNK ligaza, dezoksiribonukleatna ligaza, polinukleotidna ligaza, dezoksiribonukleinsko kiselinska ligaza, polinukleotidna sintetaza, enzim DNK spajanja, polinukleotidna ligaza (nikotinamid adenin dinukleotid)) je enzim sa sistematskim imenom poli(dezoksiribonukleotid):poli(dezoksiribonukleotid) ligaza (formira AMP i NMN). Ovaj enzim katalizuje sledeću hemijsku reakciju
+ + (dezoksiribonukleotid) + (dezoksiribonukleotid) {\displaystyle \rightleftharpoons } AMP + beta-nikotinamid D-ribonukleotid + (dezoksiribonukleotid)
Ovaj enzim katalizuje formiranje fosfodiestra.

## Literatura
- Nicholas C. Price; Lewis Stevens (1999). Fundamentals of Enzymology: The Cell and Molecular Biology of Catalytic Proteins (Third изд.). USA: Oxford University Press. ISBN 019850229X.
- Eric J. Toone (2006). Advances in Enzymology and Related Areas of Molecular Biology, Protein Evolution (Volume 75 изд.). Wiley-Interscience. ISBN 0471205036.
- Branden C; Tooze J. Introduction to Protein Structure. New York, NY: Garland Publishing. ISBN 0-8153-2305-0.
- Irwin H. Segel. Enzyme Kinetics: Behavior and Analysis of Rapid Equilibrium and Steady-State Enzyme Systems (Book 44 изд.). Wiley Classics Library. ISBN 0471303097.

## Spoljašnje veze
- DNA+ligase+(NAD+) на 